# Aluízio Rosa Prata
Aluízio Rosa Prata (Uberaba, 1 de junho de 1920 – 13 de maio de 2011) foi um médico, pesquisador e professor universitário brasileiro. 
Grande oficial da Ordem Nacional do Mérito Científico, membro titular da Academia Brasileira de Ciências, Aluízio foi pioneiro no estudo de doenças tropicais no Brasil como esquistossomose, doença de Chagas e leishmaniose e considerado um dos cientistas mais influentes do mundo, com mais de 530 trabalhos publicados em revistas especializadas no Brasil e no exterior. Foi eleito membro da Academia Nacional de Medicina em 1995, ocupando a Cadeira 50.

## Biografia
Aluízio nasceu na Fazenda Capivara, em Uberaba, em 1920. Era filho de Delia Rosa Prata e João Prata Junior, conhecido como seu "Nonô" Prata. Era o mais velho de seis irmãos, um deles também se tornaria médico, João Antônio. Seu irmão, Arnaldo Rosa Prata, foi prefeito de Uberaba entre 1971 e 1973. Seu primo, Alaor Prata, foi prefeito da cidade do Rio de Janeiro, e seu tio-avô, Fidélis Reis, deputado federal entre 1921 e 1934. Aprendeu o alfabeto ainda na fazenda quando, aos 8 anos, foi matriculado em um colégio interno, o Colégio Marista. A disciplina rígido do colégio desagradou o menino que vivia solto na fazenda e era obrigado a acordar muito cedo e a seguir a rigidez das normas.
Inicialmente, Aluízio não gostava de estudar, mas percebeu com o tempo que para ter uma profissão seria necessário ter boas notas. Assim que terminou o antigo ginásio, começou a conversar com um parente no Rio de Janeiro, que lhe apresentou diversas opções de atividades profissionais. Ainda que tivesse exemplos de médicos bem-sucedidos na família, Aluízio não achava que tivesse vocação para a medicina. Temia não ter retorno financeiro para justificar o esforço de seu pai.
| “ | Meu pai dava muito apoio para tudo que a gente queria fazer, quando eu fui embora ele disse pra eu experimentar seis meses, e que voltasse se não desse certo. | ” |

Aos 16 anos, deixou Uberaba e foi para a capital fluminense, onde concluiu seus estudos preparatórios, cidade bastante diferente de Uberaba e que foi bastante difícil se acostumar no início. Estudou no Colégio Universitário, requisito para entrar na faculdade, ainda sem ter uma ideia do que queria cursar. Com o tempo, depois de tomar gosto pelo estudo, optou por medicina.

## Carreira
Aluízio se formou em 1945 pela Faculdade Nacional de Medicina da Universidade do Brasil, a atual Universidade Federal do Rio de Janeiro. Trabalhou em vários hospitais e já que tinha gosto pelo estudo resolveu se de dicar às doenças endêmicas no Brasil, como a esquistossomose e a doença de Chagas. Em 1946, foi admitido como oficial médico na Marinha, indo trabalhar em Corumbá, em Mato Grosso do Sul.
Seu primeiro trabalho científico publicado foi “Estudo clínico da acromegalia” (1948). Permaneceu em Corumbá por apenas dois anos, já que o clima e o ambiente de trabalho não eram favoráveis. Aluízio conseguiu ser transferido para o Rio de Janeiro, onde montou um consultório e começou a trabalhar em três hospitais. Decidido a se dedicar à pesquisa científica e às doenças tropicais, Aluízio decidiu ir para a Bahia. Em 1952, transferiu-se para Salvador, onde trabalhava no Hospital Naval de Salvador e na Universidade Federal da Bahia e em 1953 se casou com uma conterrânea de Uberaba, Martha Toubes Alonso, com quem teve três filhos, Aluízio Júnior, Álvaro e Martha.
| “ | Quando cheguei na Bahia, vi que o pessoal não gostava de trabalhar com esquistossomose porque tinha muito, eles gostavam de doenças raras. Então eu me envolvi e me tornei representante da Bahia em diversas reuniões nacionais sobre esquistossomose. | ” |

Em um simpósio de doenças tropicais, em 1957, Aluízio conheceu o professor José Rodrigues da Silva, que o levou a fazer estágio na Faculdade de Medicina da Universidade de São Paulo e o estimulou a participar da vida acadêmica. Seus seus estudos sobre o calazar serviram de material para a sua tese de livre-docência: Estudo Clínico e Laboratorial do Calazar, de 1957.
Apresentou tese para o concurso da cátedra de Doenças Infecciosas e Parasitárias da Faculdade de Medicina da Bahia da Universidade Federal da Bahia, tendo sido aprovado em 1959. Como professor catedrático, ele pôde organizar no hospital universitário a Clínica de Doenças Infecciosas e Parasitárias, com enfermaria, ambulatório, laboratório, biblioteca e pessoal qualificado. No início da década de 1960, Aluízio estimulou as atividades de campo em áreas de elevadas prevalências: esquistossomose em Caatinga do Moura, Calazar em Jacobina e doença de Chagas em São Felipe.
Foi diretor da Fundação Gonçalo Moniz (FGM), de 1961 a 1972, cargo por meio do qual estabeleceu intercâmbio com várias instituições nacionais e internacionais, como o Instituto de Medicina Tropical de São Paulo, a Universidade Cornell, em Nova Iorque, onde foi professor visitante entre  1965 e 1966; o London School of Tropical Medicine and Hygiene, em Londres, o Instituto Pasteur, em Paris e a Organização Mundial de Saúde. Aloízio foi um dos fundadores da Sociedade Brasileira de Medicina Tropical, tendo sido seu presidente em duas ocasiões.
Em 1972, Aluízio se transferiu para a Universidade de Brasília, de onde foi professor titular entre 1972 e 1990. Em 1987 transferiu-se novamente, desta vez como professor visitante para a Faculdade de Medicina do Triângulo Mineiro, atualmente Faculdade de Medicina da Universidade Federal do Triângulo Mineiro, em sua terra natal, Uberaba. Em 1992, foi eleito professor emérito tanto na Universidade Federal da Bahia como na Universidade de Brasília.

## Morte
Aluízio faleceu em 13 de maio de 2011, aos 90 anos, em Uberaba. Ele foi velado no anfiteatro da Universidade Federal do Triângulo Mineiro e foi sepultado no Cemitério São João Batista, em Uberaba. Aluízio era pai do ex-reitor da Universidade Federal de Santa Catarina, Alvaro Toubes Prata.
Uma rua em São Felipe leva seu nome e Aluízio é patrono da cadeira nº 48 da Academia de Medicina da Bahia.

## Prêmios
- 1958 - Medalha Pirajá da Silva do Ministério da Saúde
- 1959 - Medalha Carlos Chagas, da Universidade Federal de Minas Gerais
- 1974 - Comenda da Ordem do Rio Branco do Ministério das Relações Exteriores
- 1980 - Prêmio Alfred Jurzykovski da Academia Nacional de Medicina
- 1996 - membro Titular da Academia Nacional de Medicina
- 2000 - Medalha do Centenário – Um século de ciência da Fundação Oswaldo Cruz
- 2001 - Medalha Capes 50 anos (2001)
- 2002 - membro titular da Academia Brasileira de Ciências
- 2002 - Medalha da Ordem do Grande Mérito da Saúde do Governo do Estado de Minas Gerais
- 2002 - Grã-Cruz da Ordem Nacional do Mérito Científico do Presidente da República do Brasil.
- 2007 - Prêmio Scopus do Brasil[5] Foi eleito pesquisador emérito do CNPq, em 2007